# David Shulkin
David Jonathon Shulkin, född 22 juni 1959 i Highland Park i Illinois, är en amerikansk läkare och politiker. Den 14 februari 2017 tillträdde han som USA:s veteranminister i Trumps kabinett. Den 28 mars 2018, avskedade president Donald Trump Shulkin från sin position. Shulkin efterträddes av Robert Wilkie. 

## Karriär
Shulkin avlade kandidatexamen vid Hampshire College 1982 och läkarexamen vid Medical College of Pennsylvania 1986.
Den 11 januari 2017 meddelade USA:s kommande president Donald Trump att han valt att nominera Shulkin till USA:s veteranminister i sin kabinett som tillträder den 20 januari 2017. Nomineringen av Shulkin godkändes av USA:s senat den 14 februari 2017 och samma dag svors Shulkin in som veteranminister.